# Lorenzo Lucena Pedrosa
Lorenzo de Santa María Lucena Pedrosa (Córdoba, 25 de marzo de 1807 - Oxford, 24 de agosto de 1881) fue un escritor, teólogo protestante y profesor español.

## Biografía
Lorenzo Lucena era oriundo de Aguilar de la Frontera, Córdoba. Era el penúltimo de seis hermanos, siendo sus padres Josef Lucena y Teresa Pedrosa. Tras sus estudios primarios en Sevilla, estudió Filosofía y Teología en el Seminario de San Pelagio de Córdoba, y en 1828, a los 21 años, fue nombrado Catedrático de Teología del mismo. Dos años más tarde, el 25 de septiembre de 1830, fue nombrado presidente del instituto.
Durante este tiempo, Lucena tuvo un gran acercamiento y agrado con las doctrinas de la iglesia protestante, la cual era perseguida por la Inquisición española al considerarla hereje, llegando a ser miembro de ésta en 1834. Poco tiempo después Lucena tuvo que huir de España, siendo así excomulgado de la Iglesia católica.
Lucena se estableció en Gibraltar, ya en aquel entonces en dominio británico, e ingresó en la feligresía protestante episcopal de Gibraltar, donde, tras recibir en Londres la licencia eclesiástica para poder actuar como ministro de la Iglesia anglicana, sirvió como pastor de la congregación de habla castellana de 1836 a 1848. Cabe destacar que los españoles recluidos en la isla eran, al igual que él, personas que escaparon del yugo inquisidor.
En Gibraltar conoció a su mujer Micaela Castilla y Aguilar en la Catedral Anglicana.
En 1848 se trasladó a Liverpool, Inglaterra, donde fue nombrado misionero para los habitantes españoles y los marineros de dicha nacionalidad que visitaban el puerto. En esta misma ciudad trabajó como profesor de Lengua y Literatura de España. Después de diez años en Liverpool se mudó a la ciudad de Oxford donde, desde 1858 hasta su muerte en 1881, desempeñó el cargo de profesor de lengua castellana en la Universidad de Oxford, siendo el primer docente de esta rama en la Universidad de Oxford. En 1877 fue condecorado con el grado de M.A. (Magister Artium).
Mientras, en Oxford se dedicaba a tareas literarias. Ya había revisado el Nuevo Testamento del obispo católico Félix Amat de Paláu y Pons, revisó la traducción española que hizo José María Blanco Crespo de la Liturgia de la Iglesia Anglicana, la traducción al castellano de la Apología de la Iglesia Anglicana, por el Obispo John Jewel, además de otros tratados.
Sin embargo, su mayor contribución a las traducciones de las biblias protestantes en castellano fue su revisión de las Biblia del Oso y la Biblia del Cántaro, traducidas por Casiodoro de Reina y Cipriano de Valera, respectivamente, que se publicó en 1862 como "Antigua versión de Cipriano de Valera, cotejada con diversas traducciones y revisada con arreglo á los originales hebréo y griego", dando nacimiento a la versión de la Biblia que se conocería posteriormente como Reina-Valera 1862. Esta versión tiene como principal diferencia  de las publicadas por Reina y Valera, la omisión de los Libros Apócrifos o Libros Deuterocanónicos, por lo cual es considerada por algunos como la primera versión protestante como tal en lengua castellana. Tras ser publicada esta revisión por la imprenta de la Universidad de Oxford en 1862, millares de ejemplares fueron vendidos y distribuidos por España e Hispanoamérica.